# Бахтеґан
Озеро Бахтеґан (перс. دریاچۀ بختگان) - солоне озеро в остані Фарс (південний Іран) за 150 км на схід від Шираза і за 15 км на захід від Нейрізу.
Маючи площу поверхні 3500 км² Бахтеган посідало друге за розміром місце серед в Ірані. Живилося водою річки Кор. Було місцем зимівлі перелітних птахів із Росії та рівнин Сибіру, таких як: фламінго, Calonectris, качок та інших. Кілька дамб на річці Кор значно зменшили кількість води, яка потрапляла в озеро, що призвело до підвищення солоності й почало загрожувати популяції перелітних птахів. Нині озеро повністю пересохло.

## Висихання озера
Через будівництво дамби Доруздан на річці Кор зменшилась кількість води, яка потрапляла з неї до озера. 
Крім того, на річці Сейванд, яка була притокою річки Кор, також побудували греблю під назвою Сейванд. Через це вода з річки Сейванд взагалі перестала потрапляти в озеро Бахтеґан і воно повністю пересохло. Вода є лише в тих місцях, де на поверхню виходять місцеві джерела.

## Вплив на довкілля
Неподалік від озера Бахтеґан розташоване озеро Ташк. Але на відміну від Бахтеґана воно живиться перетоком води з боліт, які розташовані на заході, і великим постійним джерелом на північному заході.
Зазвичай озера були роз'єднані вузькими стрічками суходолу, але в роки рясних дощів, наприклад 1934 і 1971, могли об'єднуватись в одне озеро. Однак після років посухи могли майже повністю висихати, крім ділянок поблизу джерел, навіть ще до будівництва дамб.
Взимку на озерах гніздилося більш як 20 000 перелітних птахів, а отже вони відігравали надзвичайно важливу роль у збереженні генетичної й біологічної різноманітності регіону.
За Рамсарською конвенцією 1971 року обидва озера, їхня дельта і підживлювані джерелами болота були позначені як водно-болотяні угіддя міжнародного значення.

## Галерея

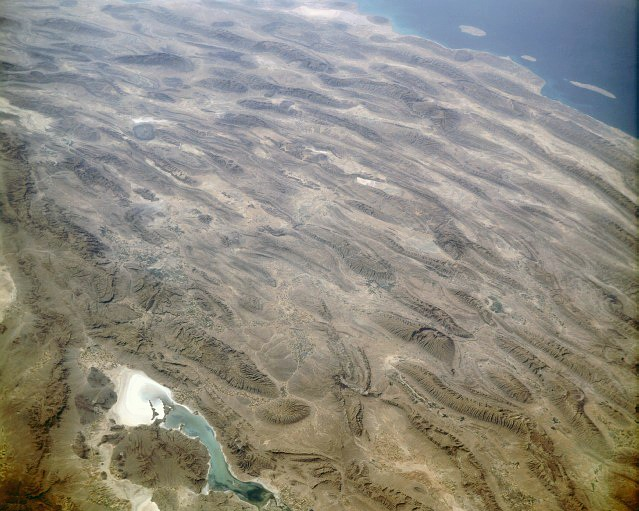
Знімок з космосу, вересень 1992 року
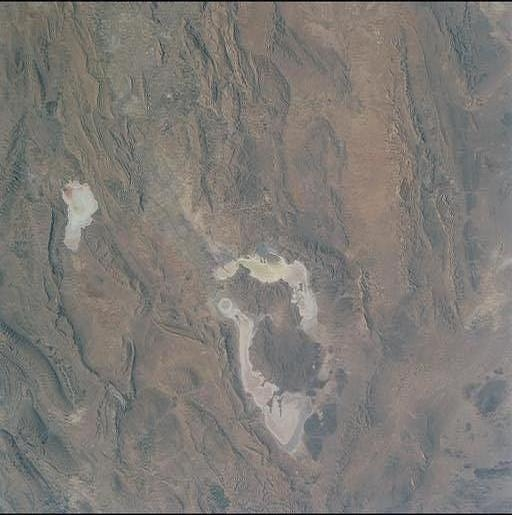
Озеро Бахтеґан (озеро Ташк безпосередньо на півночі й озеро Манарлу на заході). Знімок зробила команда Діскавері, місія STS-92, 22 жовтня 2000 року
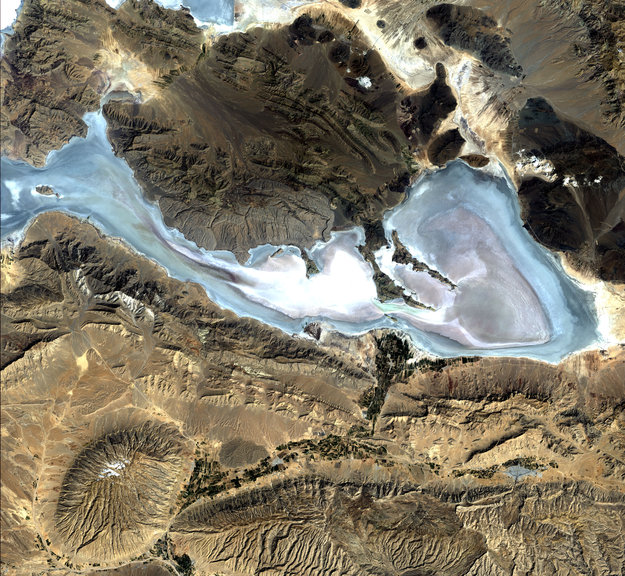
Озеро Бахтеґан і Ташк в остані Фарс на півдні Ірану. Фото зробив ALOS – японський 4-тонний супутник для дослідження Землі. 23 лютого 2010 року
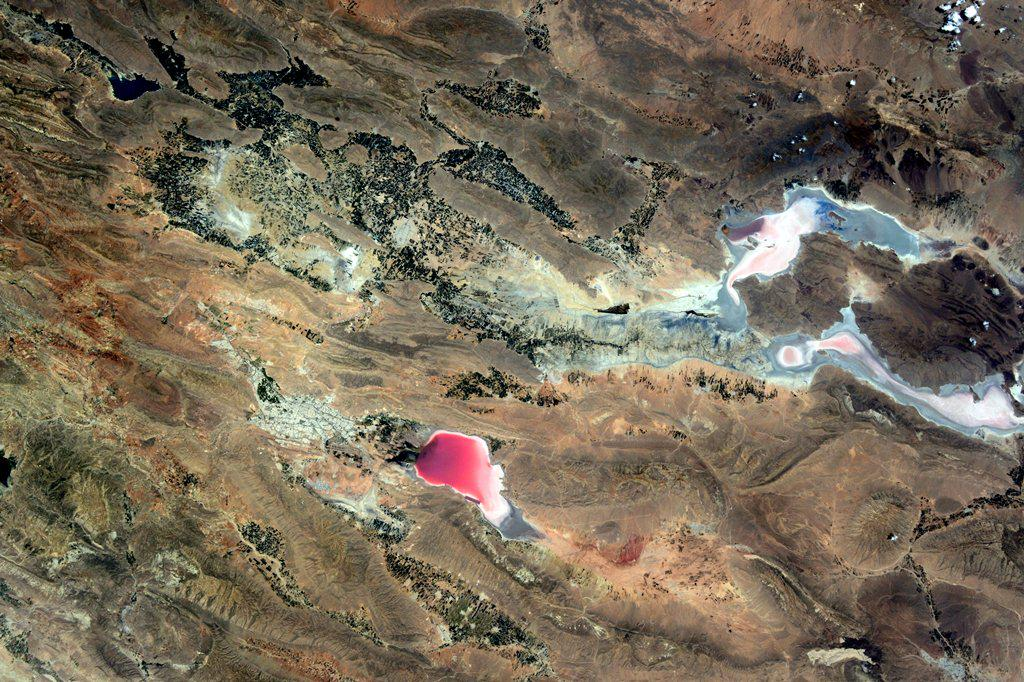
Фото зроблене з МКС Самантою Крістофоретті, італійською астронавткою ЄКА, 22 травня 2015 рік